# Grande Comore

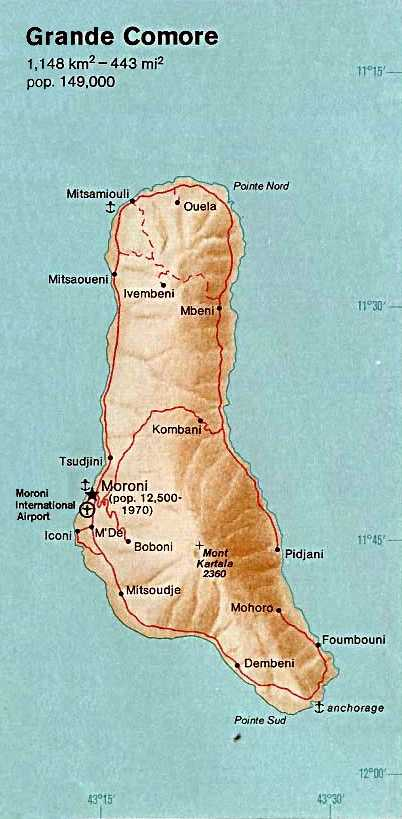
Karta över ön.

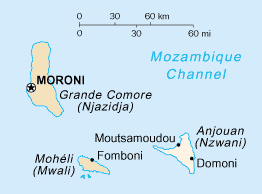
Karta över Komorerna.

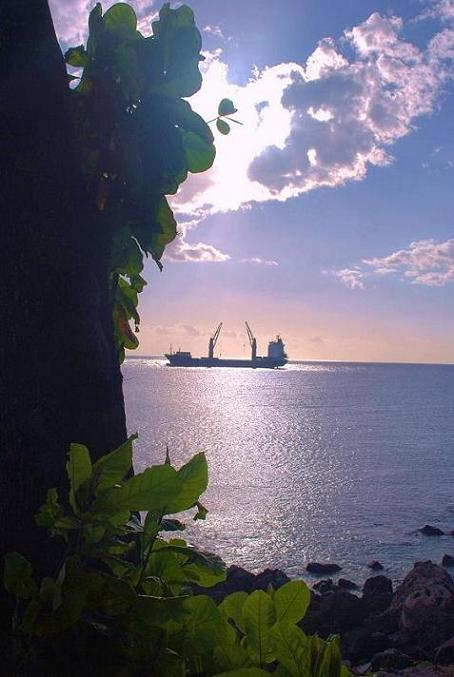
Hamnbukten på Grande Comore.

Flaggan för Grande Comore.

Grande Comore (komoriska: Njazidja eller Ngazidja) är den största ön i ögruppen Komorerna. Huvudstaden i Komorerna, Moroni, ligger på ön. Den har en yta på 1 148 km2 och har 295 665 invånare (2003). Högsta punkten är vulkanen Karthala med 2 361 m ö.h..

## Historia
I flera århundraden delades Grande Comore i ett antal sultanater, inklusive Bambao, Itsandra, Mitsamihuli, Mbajini, Hambuu, Washili, Hamahame, Mbwankuu, Mbude och Domba. Sultanerna var också kända som mfaume. År 1886 förklarade härskaren av Bambao, Sultan Said Ali bin Said Omar, ett "Ngazidja-stat", som anslöt de andra sultanaten och accepterade ett franskt protektorat över ön. År 1893 skickades Sultan Said Ali till exil på Réunion. År 1908 anslöt Frankrike ön till sitt rike och sultanaten avskaffades. 1912 blev År 1975 förklarade öarna Grande Comore, Anjouan och Mohéli sin självständighet som den nya nationalstaten Komorerna. 1997 började Komorerna som nationen att falla sönder när öarna Anjouan och Moheli meddelade sitt utträde. Grande Comore blev den enda ön under federal kontroll. Vid 2002 förenades dock Grande Comore med de andra öarna under den nya konstitutionen.
Ethiopian Airlines Flight 961 kraschade utanför Grande Comores kust den 23 november 1996.

## Politik
Abdou Soule Elbak valdes till president i Grande Comore i maj 2002. Han fick endast 17% av rösterna i första omgången, men fick 60% av rösterna i den andra avgörande omröstningen. Han var kvar på sin post tills valet i juli 2007, då Mohamed Abdoulwahab vann öns presidentval.